# پوسیدونیوس
پوسیدونیوس (متولد ۱۳۳ ق. م . در افامیا از سوریه- ۴۹ ق. م) از فیلسوفان مشهور یونان است. وی مدت مدیدی در ایتالیا و اسپانیا و ایلیریا و دیگر نقاط سیاحت کرد. آنگاه در ردس اقامت گزید و به تدریس پرداخت و در آنجا چنان مشهور شد که از نقاط مختلف جهان به کلاس‌هایش می‌آمدند. پومپیوس و سیسرون مشهور نیز از حلقهٔ درس وی کسب معرفت کرده‌اند. در علوم ریاضی و طبیعی و فلسفه ید طولائی داشت و برای دست آوردن و اندازه گرفتن دایرهٔ محیط بر زمین و تعیین درجه ارتفاع هوا و کشف بعد اجرام آسمانی کوشش هایی کرده بود، ولی حدسیات وی بسیار دور از حقیقت امر و هدف حقیقی بود. مناسبات جزر و مد دریا را با قمر نیز نخستین بار این حکیم کشف کرد. آثار بسیار در علوم و فنون و فلسفه و تاریخ داشته ولی بسیاری از آنها از بین رفته‌است.
وی احتمالاً هوشمندترین سیاح باستان بود که مقدار زیادی اطلاعات جغرافیایی و نژادشناسی گرد آورد. پوسیدونیوس به مشاهدهٴ آثار زمین‌لرزهها و آتش‌فشانها پرداخت و برآمدن یک جزیرهٴ آتش‌فشانی تازه را در میان جزایر آیولین ثبت کرد. او نخستین کسی بود که جزر و مد را ناشی از تأثیر توأم ماه و خورشید دانست و به بالا آمدن و فرورفتن آبها توجه کرد. او تعریف‌های تازه‌ای را از خطوط موازی و اشکال هندسی عرضه داشت و دربارهٴ هواشناسی و اقیانوس‌ها نوشت. در سال ۷۴ ق م نوشتن یک تاریخ جهانی را آغاز کرد که ادامهٴ تاریخ پولی‌بیوس بود، و به عصر مابین ۱۴۴ تا ۸۲ مربوط می‌شد. شرح او بر تیمایوس بر افکار فلسفی در سراسر قرون وسطی تأثیر گذاشت.
دو رسالهٴ طبی به نام پوزیدونیوس موجود است که چون نمی‌توان به پوزیدونیوس طبیب منسوب داشت، بهتر است آنها را از او بدانیم. یکی از این رساله‌ها مربوط است به طاعون و دیگری به مکبی.

## زندگانی

### جوانی و آموزش
پوسیدونیوس، ملقب به ورزشکار، حدود سال ۱۳۵ ق. م در خانواده‌ای یونانی در افامیا زاده شد.
در جوانی به آتن کوچ کرد و زیر برنگری پانائتیوس، فیلسوفِ رواقِ پیشروی زمانش، آموزش دید. هنگام مرگ پانائتیوس در ۱۱۰ ق. م، پوسیدونیوس حدود ۲۵ سال داشت. به‌جای اینکه در آتن بماند، در رودس ساکن و شهروند شد. در رودس، آموزشگاه خود را بنا نهاد که آموزشگاه پیشرو در زمانش شد.

### سفرها
در حدود دهه ۹۰ قبل از میلاد پوزیدونیوس برای جمع آوری داده های علمی و مشاهده آداب و رسوم و مردم مکان هایی که از آنها بازدید می کرد، یک سری سفرها را در اطراف دریای مدیترانه آغاز کرد. او در یونان، هیسپانیا، ایتالیا، سیسیل، دالماسیا، گل، لیگوریا، شمال آفریقا و سواحل شرقی دریای آدریاتیک سفر کرد.
در هیسپانیا، در سواحل اقیانوس اطلس در گادس (کادیس امروزی)، پوزیدونیوس توانست جزر و مد را بسیار بالاتر از مدیترانه زادگاهش مشاهده کند. او نوشت که جزر و مد روزانه به مدار ماه مربوط می شود، در حالی که ارتفاع جزر و مد با چرخه های ماه متفاوت است، و او در مورد چرخه های جزر و مدی سالانه همگام با اعتدال و انقلاب فرضیه کرد.
در گل به مطالعه سلت‌ها پرداخت. او توصیف‌های واضحی از چیزهایی که با چشمان خود می‌دید در میان آنها به جای گذاشت: مردانی که حقوق می‌گرفتند تا گلویشان را برای تفریح عمومی و میخکوب کردن جمجمه‌ها به عنوان غنائم به درگاه‌ها برش دهند. اما او خاطرنشان کرد که سلت‌ها به دروئیدها که پوزیدونیوس آنها را فیلسوف می‌دید احترام می‌گذاشتند، و به این نتیجه رسید که، حتی در میان وحشی‌ها، "غرور و اشتیاق جای خود را به خرد می‌دهد، و آرس در هیبت موزها ایستاده است." پوزیدونیوس رساله‌ای جغرافیایی در مورد سرزمین‌های سلت‌ها نوشت که از آن زمان گم شده است، اما در آثار دیودوروس سیسیلی، استرابون، سزار و ژرمنیای تاسیتوس به طور گسترده (چه مستقیم و چه غیر مستقیم) به آن اشاره شده است.

### آموزشگاه رواقی‌گری در رودس
تحت حکومت پوزیدونیوس، رودس آتن را تحت الشعاع قرار داد تا به مرکز جدیدی برای فلسفه رواقی در قرن اول قبل از میلاد تبدیل شود.این روند ممکن است در زمان پاناتیوس، که بومی رودس بود، آغاز شده باشد، و ممکن است مدرسه ای را در آنجا پرورش داده باشد. ایان کید خاطرنشان می کند که رودز «جذاب بود، نه تنها به عنوان یک شهر مستقل، از نظر تجاری پر رونق، پیشرو و دارای پیوندهای حرکتی آسان در همه جهات، بلکه به دلیل استقبال روشنفکران، زیرا قبلاً از شهرت قوی به ویژه در زمینه علمی برخوردار بود. تحقیقات از مردانی مانند هیپارخوس."
اگرچه اطلاعات کمی در مورد سازماندهی مدرسه او وجود دارد، اما واضح است که پوزیدونیوس یک جریان ثابت از دانش آموزان یونانی و رومی داشت، همانطور که رومی های برجسته ای که از آن بازدید کردند نشان دادند. پومپه در سال ۶۶ در یک سخنرانی نشست و در سال ۶۲ پس از بازگشت از مبارزات انتخاباتی در شرق این کار را دوباره انجام داد. در همین مناسبت اخیر، موضوع سخنرانی «لا خیری جز خیر اخلاقی نیست». پوزیدونیوس احتمالاً در این زمان هفتاد ساله بود و از نقرس رنج می برد. او مضمون سخنرانی خود را با اشاره به پای دردناکش بیان کرد و گفت: «خوب نیست، درد، ممکن است آزاردهنده باشی، اما هرگز مرا متقاعد نمی‌کنی که شیطانی هستی».
هنگامی که سیسرو در اواخر بیست سالگی خود بود، در دوره ای از سخنرانی های پوزیدونیوس شرکت کرد و بعداً از پوزیدونیوس دعوت کرد تا یک تک نگاری در مورد کنسولگری خود سیسرون بنویسد (پوزیدونیوس مؤدبانه آن را رد کرد). سیسرو در نوشته های بعدی خود بارها از پوزیدونیوس به عنوان "معلم من" و "دوست عزیزم" یاد می کند. پوزیدونیوس در سال ۵۱ قبل از میلاد در هشتاد سالگی درگذشت. نوه او، جیسون نیسا، جانشین او به عنوان رئیس مدرسه در رودز شد.